# Сарате, Хесус
Хесу́с Са́рате Море́но (исп. Jesús Zárate Moreno; 1915, Малага, Сантандер, Колумбия — 1967, Богота) — колумбийский писатель и дипломат.
Получил юридическое образование и занимался журналистикой. Занимал высокие дипломатические должности в Испании, США, на Кубе, в Мексике и Швеции. В 1972 году его второй роман «Тюрьма» (исп. La cárcel), опубликованный после смерти автора, завоевал престижную литературную премию Испании «Планета», которая была вручена его детям, направившим рукопись романа на рассмотрение жюри премии. Вслед за этим в правила присуждения премии были внесены изменения, запрещающие вручать премию посмертно. В Колумбии при жизни Сарате были опубликованы четыре тома его сказок.

## Сочинения
- No todo es así, сказки
- El viento en el rostro, сказки
- День моей смерти / El día de mi muerte, роман
- Un zapato en el jardín
- El Cartero, novela
- Тюрьма / La cárcel, роман (премия «Планета» 1972 года)
- La cabra de nubia, сказки.